# シングスピール
シングスピール (Singspiel) とはイギリスの競走馬および種牡馬である。5か国で出走し、G1競走を4勝、芝・ダートを問わない活躍を見せた。母は1980年のカナダ・ソヴリン賞年度代表馬グローリアスソング、半兄に名種牡馬Rahyや日本に輸入されメイセイオペラを出したグランドオペラがいる。
馬名のSingspiel（ドイツ語読みではジングシュピール）とは、18世紀から19世紀にかけてドイツで流行した庶民向け歌劇のことである。

## 戦績
2歳から4歳の前半までは常に好走するも勝ちきれず、G1競走2着が3回あるものの、重賞の優勝経験はゴードンリチャーズステークス（G3）だけであった。ところが、1996年の秋シーズンにカナダに遠征すると、カナディアンインターナショナルステークス（G1）でカナダの強豪馬チーフベアハートを破り優勝。続くブリーダーズカップ・ターフでも同じマイケル・スタウト調教師の管理馬ピルサドスキーの2着と好走。続くジャパンカップでは、日本到着直後に熱を出し状態を不安視されながら、ファビラスラフインやエリシオを抑えて優勝し、一気にトップホースの1頭となった。なお父の母ハイホークもシェイク・モハメドの所有馬として第3回ジャパンカップに出走し、1番人気で13着に敗れており、シェイク・モハメドにとっては13年越しの雪辱となった。当年、アメリカのエクリプス賞最優秀芝牡馬を受賞。
翌年は馬主の地元ドバイで開催される、世界最高賞金競走ドバイワールドカップに出走。初のダートでの競走であったがアメリカのサイフォン等を破り優勝した。その後、キングジョージ6世&クイーンエリザベスダイヤモンドステークスこそスウェイン・ピルサドスキー・エリシオらに遅れる4着となったが、コロネーションカップ、インターナショナルステークスではボスラシャム・デザートキング・ベニーザディップ・オスカーシンドラー・ドゥシャンターらといった強豪を物ともせずに優勝した。その後、再び渡米し、スタウト調教師にとって連覇となるブリーダーズカップ・ターフを目指して調教が積まれていたが、競走前日に右前脚を骨折し出走を断念。そのまま競走馬引退となった。この年のインターナショナル・クラシフィケーションではパントレセレブル、ピルサドスキーに次ぐ132ポンドを獲得している。

### 馬齢別競走成績
- 2歳-3戦1勝
- 3歳-6戦1勝
  - 2着 パリ大賞（G1）、エクリプスステークス（G1）
- 4歳-7戦4勝
  - 1着 カナディアン国際ステークス （G1）、ジャパンカップ （GI）
  - 2着 コロネーションカップ（G1）、ブリーダーズカップターフ（G1）
  - エクリプス賞最優秀芝牡馬
- 5歳-4戦3勝
  - 1着 ドバイワールドカップ（重賞）[1]、コロネーションカップ（G1）、インターナショナルステークス（G1）

## 種牡馬時代
イギリスのダルハムホールスタッドで種牡馬として供用され、ドバイワールドカップ親子制覇を達成したムーンバラッド、日本で活躍したアサクサデンエン、ローエングリン等を輩出した。しかし2010年の種付けシーズンから受精能力の低下が確認されていた。同年7月2日蹄葉炎悪化のため安楽死された。

### 主な産駒
※日本馬（カナ表記）以外についてはG1級競走優勝馬のみ記載。

#### グレード制重賞勝利馬
- 1999年産
  - Moon Ballad（ドバイワールドカップなど重賞4勝）
  - アサクサデンエン（安田記念、京王杯スプリングカップ）
  - ローエングリン（中山記念2回、マイラーズカップ2回）
- 2000年産
  - Papineau（アスコットゴールドカップなど重賞2勝）
- 2002年産
  - Rawaaya（サールパートクラークステークスなど重賞2勝）
  - Singhalese（デルマーオークス）
- 2003年産
  - Lahudood（ブリーダーズカップ・フィリー&メアターフ、フラワーボウル招待ハンデキャップ）
  - Confidential Lady（ディアヌ賞など重賞2勝）
  - Lateral（伊グラン・クリテリウムなど重賞4勝）
- 2004年産
  - Eastern Anthem（ドバイシーマクラシック）
  - Falk Opera（E.P.テイラーステークスなど重賞2勝）
  - ライブコンサート（京都金杯）
- 2005年産
  - Dar Re Mi（プリティーポリーステークス、ヨークシャーオークス、ドバイシーマクラシック）
- 2007年産
  - Hibaayeb（フィリーズマイル、イエローリボンステークス）
- 2010年産
  - Solow（ドバイターフ、イスパーン賞、クイーンアンステークス、サセックスステークス、クイーンエリザベス2世ステークス）

#### 地方重賞勝利馬
- 2003年産
  - コーラスマスター（ニューイヤーカップ）

### 母の父としての主な産駒
※日本馬（カナ表記）以外についてはG1級競走優勝馬のみ記載。

#### グレード制重賞勝利馬
- 2006年産
  - Debussy（アーリントンミリオンステークス）- 父Diesis
- 2007年産
  - コスモネモシン（フェアリーステークス、新潟記念）- 父ゼンノロブロイ
- 2009年産
  - アダムスピーク（ラジオNIKKEI杯2歳ステークス）- 父ディープインパクト
  - フリートストリート（エルムステークス）- 父ストリートセンス
- 2008年産
  - Helmet（シャンペンステークス、コーフィールドギニー、サイアーズプロデュースステークス）- 父Exceed And Excel
- 2009年産
  - Epaulette（ゴールデンローズステークス、ドゥームベン10000）- 父Commands
- 2010年産
  - ローブティサージュ（阪神ジュベナイルフィリーズ、キーンランドカップ）- 父ウォーエンブレム
- 2011年産
  - Suedois（シャドウェルターフマイルステークス）- 父Le Havre
  - リラヴァティ（マーメイドステークス）- 父ゼンノロブロイ
- 2012年産
  - タツゴウゲキ（小倉記念、新潟記念）- 父マーベラスサンデー
- 2013年産
  - シンハライト（優駿牝馬、ローズステークス）- 父ディープインパクト
  - Left Hand（ヴェルメイユ賞）- 父Dubawi
  - シャケトラ（日経賞、阪神大賞典）- 父マンハッタンカフェ
  - ガンコ（日経賞）- 父ナカヤマフェスタ
- 2014年産
  - Wuheida（マルセルブサック賞、ブリーダーズカップ・フィリー&メアターフ）- 父Dubawi
- 2015年産
  - Old Persian（ドバイシーマクラシック、ノーザンダンサーターフステークス）- 父Dubawi
- 2016年産
  - Too Darn Hot（デューハーストステークス、ジャンプラ賞、サセックスステークス）- 父Dubawi
  - Royal Marine（ジャン・リュック・ラガルデール賞）- 父Raven's Pass
  - Colette（オーストラリアンオークス、エンパイアローズステークス）- 父Hallowed Crown
- 2020年産
  - Choisya（ジェニーワイリーステークス）- 父Night Of Thunder

#### 地方重賞勝利馬
- 2012年産
  - タイセイプレシャス（白銀争覇）
- 2014年産
  - フェリシアルチア（日本海スプリント）
  - ステイオンザトップ（みちのく大賞典）
- 2015年産
  - サラーブ（秋桜賞）
- 2016年産
  - パレスラブリー（金沢シンデレラカップ）
  - モダスオペランディ（大高坂賞、御厨人窟賞、だるま夕日賞）
- 2019年産
  - アップテンペスト（梅桜賞、スプリングカップ、やまびこ賞）

## 血統表
| シングスピールの血統（サドラーズウェルズ系 / Hail to Reason 5×3=15.63%、Herbager 5×3=15.63%、Almahmoud 5×4=9.38%、Mahmoud 5×5=6.25%） | シングスピールの血統（サドラーズウェルズ系 / Hail to Reason 5×3=15.63%、Herbager 5×3=15.63%、Almahmoud 5×4=9.38%、Mahmoud 5×5=6.25%） | シングスピールの血統（サドラーズウェルズ系 / Hail to Reason 5×3=15.63%、Herbager 5×3=15.63%、Almahmoud 5×4=9.38%、Mahmoud 5×5=6.25%） | （血統表の出典）  | （血統表の出典） |
| 父 In the Wings 1986 鹿毛 | 父の父Sadler's Wells 1981 鹿毛 | Northern Dancer | Nearctic          | Nearctic         |
| 父 In the Wings 1986 鹿毛 | 父の父Sadler's Wells 1981 鹿毛 | Northern Dancer | Natalma           |                  |
| 父 In the Wings 1986 鹿毛 | 父の父Sadler's Wells 1981 鹿毛 | Fairy Bridge | Bold Reason       | Bold Reason      |
| 父 In the Wings 1986 鹿毛 | 父の父Sadler's Wells 1981 鹿毛 | Fairy Bridge | Special           |                  |
| 父 In the Wings 1986 鹿毛 | 父の母High Hawk 1980 鹿毛 | Shirley Heights | Mill Reef         | Mill Reef        |
| 父 In the Wings 1986 鹿毛 | 父の母High Hawk 1980 鹿毛 | Shirley Heights | Hardiemma         |                  |
| 父 In the Wings 1986 鹿毛 | 父の母High Hawk 1980 鹿毛 | Sunbittern | *シーホーク       | *シーホーク      |
| 父 In the Wings 1986 鹿毛 | 父の母High Hawk 1980 鹿毛 | Sunbittern | Pantoufle         |                  |
| 母 Glorious Song 1976 鹿毛 | 母の父Halo 1969 黒鹿毛 | Hail to Reason | Turn-to           | Turn-to          |
| 母 Glorious Song 1976 鹿毛 | 母の父Halo 1969 黒鹿毛 | Hail to Reason | Nothirdchance     |                  |
| 母 Glorious Song 1976 鹿毛 | 母の父Halo 1969 黒鹿毛 | Cosmah | Cosmic Bomb       | Cosmic Bomb      |
| 母 Glorious Song 1976 鹿毛 | 母の父Halo 1969 黒鹿毛 | Cosmah | Almahmoud         |                  |
| 母 Glorious Song 1976 鹿毛 | 母の母Ballade 1972 黒鹿毛 | Herbager | Vandale           | Vandale          |
| 母 Glorious Song 1976 鹿毛 | 母の母Ballade 1972 黒鹿毛 | Herbager | Flagette          |                  |
| 母 Glorious Song 1976 鹿毛 | 母の母Ballade 1972 黒鹿毛 | Miss Swapsco | Cohoes            | Cohoes           |
| 母 Glorious Song 1976 鹿毛 | 母の母Ballade 1972 黒鹿毛 | Miss Swapsco | Soaring F-No.12-c |                  |

### 血統背景
父インザウイングスは1990年のブリーダーズカップ・ターフ優勝馬。本馬以外にも数々のG1競走勝利馬を輩出している。母グローリアスソングは前述の通り1980年のソヴリン賞年度代表馬である。叔父に1983年のエクリプス賞最優秀2歳牡馬デヴィルズバッグ、2005年度北米リーディングサイアー・セイントバラードがいる。
また、4代母Soaringから続く牝系にはグラスワンダー・ワンダーアゲインのきょうだいがいる。